# کوماروو (باشقیرستان)
کوماروو (انگلیسی: Komarovo, Republic of Bashkortostan) یک شهرک در شهرستان بلورتسکی باشقیرستان کشور روسیه است.